# 12e division (armée impériale japonaise)
Pour les articles homonymes, voir 12e division.
La 12e division d'infanterie japonaise (第12師団, daijūnishidan) est une unité militaire de l'armée impériale japonaise créée en 1898 et dissoute en 1945. Son nom de code est Division Épée (剣兵団, Ken-heidan) et son symbole militaire est 12D.

## Histoire
L'unité est créée le 1er octobre 1898 en tant que division de réserve après la guerre sino-japonaise de 1894-1895. Elle est d'abord basée à Kokura, dans la partie nord de Kyūshū, puis plus tard transférée à Kurume, toujours sur l'île de Kyūshū.
La 12e division prend part activement à la guerre russo-japonaise et à l'intervention japonaise en Sibérie. En 1932, certains éléments organisés au sein de la 24e brigade mixte se trouvent directement impliqués dans l'incident de Shanghaï. En 1937, elle est déployée au Mandchoukouo et placée sous le contrôle de l'armée du Guandong. En 1945, vers la fin de la guerre du Pacifique, l'unité est transférée à Taïwan où elle stationne en tant que garnison. Elle est officiellement démembrée à la fin de la Seconde Guerre mondiale, sans pratiquement jamais avoir vu le feu.
Les commandants les plus notables ont été Andō Sadayoshi, Uchiyama Kojirō, Ōi Shigemoto (en), Shiba Gorō et Hajime Sugiyama.